# Инкогнито (группа)
«Инко́гнито» — российская группа из Санкт-Петербурга. Была образована Станиславом Шклярским в 2014 году.

## История
Название группы произошло от одноименной песни коллектива с их первого альбома «Волна».
Презентация первого альбома состоялась в клубе «Цоколь» в Санкт-Петербурге и China-Town-Cafe в Москве. Группа посетила с сольными концертами Вологду и Нижний Новгород. В первоначальный состав группы помимо Станислава Шклярского входили Алик Миронов (гитара), Анатолий Миронов (бас).
В 2015 году группа записывает свой второй студийный альбом «Дирижёр». Песня «Тень» попадает в хит парад «Чартова дюжина» и в ротацию на «Наше радио», а также номинируется на взлом года. В рецензии на альбом Алексей Мажаев отмечает, что «Станислав-вокалист — вполне точная копия Эдмунда Шклярского, а группа… звучит так же, как мог бы звучать трибьют-коллектив „Пикника“, который непонятно почему здесь поёт незнакомые песни».
В 2015 году группа выступает на летнем фестивале «Воздух» в Петрозаводске. Тогда же группа привлекает к участию в записи нового альбома своих слушателей методом краудфандинга на портале Planeta.ru.
В 2016 году «Инкогнито» появляется с живым концертом на радио «Маяк» в передаче «Уральские самоцветы» и на радио РСН в программе «За живое». В скором времени группу покидают сразу 2 участника — Анатолий и Алик Мироновы. На место басиста приходит Александр Драбов. В таком составе, который на тот момент состоял из 3 человек[уточнить], «Инкогнито» выступает на фестивалях «Нашествие» и «Окна открой».
Летом 2016 года группа приступила к записи новых песен, одна из которых под названием «Бесконечность», дала название концертной программе группы. Она была представлена публике в «Зале ожидания» в Санкт-Петербурге и «16 Тонн» в Москве. Группа презентовала не только новые песни, но и новый состав, к коллективу присоединился соло-гитарист Анатолий Трифонов.
Специально для проекта «Иллюминатор», посвященного памяти Ильи Кормильцева, группа записывает песню «Небо и трава», которая попадает в ротацию на «Наше радио». Также летом[уточнить] к 35-летию группы «Пикник» «Инкогнито» записывает кавер на песню «А может быть и не было меня».
В конце января 2017 года вместе с Аленой Романовой группа записывает обновленную версию песни «Говорили долго».
10 апреля 2018 года группа выпустила альбом «Наши голоса». В начале лета 2018 года происходят изменения в составе ритм-секции группы, место за барабанами занимает барабанщик Ильгиз Юнусов, дебют которого с группой состоялся на фестивале «Нашествие 2018».
20 ноября 2020 года группа выпустила альбом «ОВЗЛ». В названии зашифрована строчка «О великой земной любви» из стихотворения Анны Ахматовой.
25 ноября 2022 года группа выпустила альбом «Мим».
2 декабря 2022 г. в «Чартовой дюжине» «Нашего радио» стартовала песня «Ищешь меня» с альбома «Мим»

## Дискография
- «Волна» (2014)
- «Дирижёр» (2015)
- «Наши голоса» (2018)
- «ОВЗЛ» (2020)
- «Мим» (2022)

## Нынешний состав
- Станислав Шклярский — вокал, акустическая- и электрогитара, синтезатор, автор, тексты
- Анатолий Трифонов — соло-гитара
- Дмитрий Кондрусев — бас-гитара
- Ильгиз Юнусов — ударные, электронная перкуссия[21].

### Видео
- Официальное видео на песню «Тень»
- Официальное концертное видео на песню «Отчего»
- Официальное видео на песню «Мать Земля»
- Официальное видео на песню «Ты и я»